# Dones de Rússia
L'organització Dones de Rússia (en rus: Женщины России, Zhenshchiny Rossii, ZhR) va ser un bloc polític feminista centrista a Rússia. Es va crear el 1993 a partir de la fusió de la Unió de Dones de Rússia (la força dominant, encara existent), l'Associació de Dones Emprenedores de Rússia i la Unió de Dones de la Marina, amb la intenció de presentar-se a les primeres eleccions legislatives post soviètiques del mateix any, un cop van considerar que cap altre partit atenia suficientment les problemàtiques de les dones i per la manca de presència femenina a les llistes.
Així, van esdevenir en un dels principals partits a la primera Duma Estatal, amb 23 escons i la quarta posició en llistes de partit. A les eleccions de 1995, però, no van arribar al llindar del 5% i només van aconseguir 3 diputades per mètode uninominal. Poc després, al 1996, el partit va patir un trencament amb la sortida de la cofundadora Ekaterina Lakhova, que formaria el Moviment Sociopolític de Dones de Rússia, que escurçaven intencionalment com a Dones de Rússia, provocant confusió per cercar un major suport vinculant-ho al partit mare.
A les següents eleccions d'abril de 1999, van anunciar que formarien part del bloc Pàtria-Tota Rússia, al qual també s'havia unit Lakhova. No obstant això, el partit es va retirar al setembre en protesta per la manca de dones a les seves llistes, presentant finalment la seva pròpia candidatura. Tanmateix, la seva quota de vot va tornar a baixar fins a l'1,3% i va perdre els tres escons uninominals. No s'ha presentat a cap elecció posterior.

## Resultats electorals
| Any  | Líder             | Vots      | %    | Escons   | +/– | Pos. | Govern            |
| ---- | ----------------- | --------- | ---- | -------- | --- | ---- | ----------------- |
| 1993 | Alevtina Fedulova | 4,679,296 | 4.39 | 23 / 450 | Nou | 4t   | Oposició          |
| 1995 | Alevtina Fedulova | 3,900,885 | 2.88 | 3 / 450  | 20  | 5è   | Oposició          |
| 1999 | Alevtina Fedulova | 1,696,434 | 1.30 | 0 / 450  | 3   | 16è  | Extraparlamentari |